# Wacholderheiden südlich Münnerstadt
Das Naturschutzgebiet Wacholderheiden südlich Münnerstadt liegt auf dem Gebiet des unterfränkischen Landkreises Bad Kissingen. Das aus drei Teilen bestehende Gebiet erstreckt sich südlich der Kernstadt von Münnerstadt. Am nördlichen Rand des nordwestlichen Teilgebietes verläuft die B 287. Unweit westlich des östlichen Teilgebietes fließt das Talwasser, ein linker Zufluss der Lauer. Östlich verläuft die A 71 und südlich erstreckt sich das 201,8 ha große Naturschutzgebiet Wurmberg und Possenberg.

## Bedeutung
Das 100,85 ha große Gebiet mit der Nr. NSG-00363.01 wurde im Jahr 1989 unter Naturschutz gestellt.